# Arthrophyllum cenabrei
Arthrophyllum cenabrei là một loài thực vật có hoa trong Họ Cuồng cuồng. Loài này được Merr. mô tả khoa học đầu tiên năm 1922.